# 남해안돌도마뱀붙이
남해안돌도마뱀붙이(Diplodactylus calcicolus)는 사우스 코스트 게코(south coast gecko)라고 불리며, 호주에 고유한 도마뱀붙이류의 일종이다.

## 상세
남해안돌은 몸 전체에 굉장히 거친 점박이 무늬를 띄며, 개체군에 따라 다양한 변형이 존재하는 중형 도마뱀붙이류이다. 동부돌도마뱀붙이(:en:Diplodactylus vittatus) 복합체의 꼬리가 긴 구성원이다. 옆구리와 등을 따라 밝거나 짙은 비늘로 이루어진 다양한 크기의 점이 섞인 무늬가 나있다.
남해안돌은 밤에 탁 트인 지면에서 빨빨거리는 모습이 흔히 발견되는 지면성, 야행성 종이다. 낮에는 활동성이 뜰어지며 바위, 부러진 나무줄기 밑이나 잎더미 사이에 숨어있으며 석회질 해안가 모래에서도 발견된다.

## 분포
남해안돌은 휫벨트(:en:Wheatbelt (Australia)) 남부와, 웨스턴오스트레일리아주의 남부 해안과 골드필즈에스퍼랜스 지역, 서쪽으로는 에어반도(:en:Eyre Peninsula)의 고립된 개체군에서부터 동쪽으로는 애들레이드, 요크반도(:en:Yorke Peninsula)의 남부에 이르는 사우스오스트레일리아주의 남부 해안가에 이르는 지역의 다양한 건조, 반건조 사막과 덤불지대에 서식하며 안정적으로 개체수를 유지하고 있다.